# (18019) Dascoli
(18019) Dascoli (1999 JJ126) – planetoida z grupy pasa głównego asteroid okrążająca Słońce w ciągu 3,57 lat w średniej odległości 2,33 j.a. Odkryta 13 maja 1999 roku.